# Eraserheads
 Eraserheads  é uma banda filipina de rock, formada no ano de 1989, em Cidade Quezon por Ely Buendia, Marcus Adoro, Buddy Zabala e Raimund Marasigan. A banda se tornou uma das bandas mais bem-sucedidas, influentes, aclamadas pela crítica e importantes na história da música filipina. Muitas vezes apelidados de "os Beatles das Filipinas".

## Membros
- Ely Buendia – vocal, guitarra rítmica
- Buddy Zabala – baixo, vocal de apoio
- Marcus Adoro – guitarra
- Raimund Marasigan – bateria e percussão

## Discografia

### Álbuns de estúdio
- 1993 : UltraElectroMagneticPop!
- 1994 : Circus
- 1995 : Cutterpillow
- 1996 : Fruitcake
- 1997 : Sticker Happy
- 1999 : Natin99
- 2001 : Carbon Stereoxide

### EPs e demos
- 1991 : Pop U!
- 1996 : Fruitcake EP
- 1997 : Bananatype
- 2003 : Please Transpose EP

### Coletâneas
- 1998 : Aloha Milkyway
- 2001 : Eraserheads: The Singles
- 2004 : Eraserheads Anthology
- 2006 : Eraserheads Anthology 2